# Ведерникова, Светлана Энгельсовна
Светлана Энгельсовна Ведерникова (род. 30 ноября 1952, Ленинград) — советская художница-график, художник книги, живописец, педагог.

## Биография и творчество
Светлана Ведерникова родилась в Санкт-Петербурге в 1952. Она окончила графический факультет Художественной академии им. Репина. Является членом Союза художников с 1984 года.
Светлана Ведерникова о себе:
«Пишу картины маслом, делаю иллюстрации к книгам, делаю станковые листы в технике литографии и гравюры на картоне, занимаюсь малотиражной книгой, преподаю рисунок, живопись, композицию и лепку детям от 8 до 28 лет».

## Работы в музеях
Основные музеи, где находятся работы Ведерниковой С. Э.:
- Государственный Эрмитаж. Санкт-Петербург.
- Государственный Русский музей. Санкт-Петербург.
- Государственный Музей Городской Скульптуры. С-ПБ.
- Российская Национальная библиотека. С-Пб.
- Музей истории Санкт-Петербурга. Музей Обороны. С-Пб.
- Музей Института русской литературы (Пушкинский Дом).
- Музей Современного Искусства. Москва.
- Фонды Министерства Культуры и Академии Художеств России, Москва.
- Пермская художественная галерея.
- Музей изобразительного искусства. Комсомольск-на-Амуре.
- Музей книги «Клингспор» г. Оффенбах. Германия.
- Национальная библиотека. Берлин.
- Национальная библиотека Саксонии. Дрезден.
- Библиотека Ватикана.
- Библиотека Университета Колорадо в Болдере. Америка.
- Государственный музей г. Майданека. Польша.